# Synopia scheeleana
Synopia scheeleana är en kräftdjursart som beskrevs av Carl Erik Alexander Bovallius 1886. Synopia scheeleana ingår i släktet Synopia och familjen Synopiidae. Inga underarter finns listade i Catalogue of Life.